# ФК Лиепая
„ФК Лиепая“ (на латвийски: FK Liepāja) е латвийски футболен клуб от едноименния град Лиепая. Шампион на Латвия за 2015 година.

## История
През януари 2014 г. поради финансови проблеми клубът „Металург Лиепая“ е закрит.
На 23 януари 2014 година е обявено, че в Лиепая ще бъде саздаден нов клуб.
На 7 март 2014 година клубът е прииет в редовете на обществото „Латвийската Висша лига“.

## Успехи
Вирслига
- Шампион (1): 2015
- Вицешампион (1): 2017

Купа на Латвия
- Носител (2): 2017, 2020

Зимна купа на Висшата лига
- Носител (1): 2016